# 江口镇 (衡南县)
江口镇，是中华人民共和国湖南省衡陽市衡南县下辖的一个乡镇级行政单位。面积100平方公里。

## 行政区划
江口镇下辖以下地区：
上街社区、新街社区、正街社区、丁字街社区、中甲村、大安村、周田村、袁家村、江洲村、江口村、丹成村、三冲村、玉碧村、金堂村、大岭村、福文村、杉林村、池塘村、犁头村、公坪村、太石村、关美村、花开村、楠木村、延寿村、农发村、盐沙村、沙子塘村、合心村、斯陂村、德胜村、三坪村、泉边村、白马村和浦塘村。